# Ocean Avenue Acoustic
Ocean Avenue Acoustic è un album acustico degli Yellowcard, pubblicato con etichetta Hopeless Records il 13 agosto 2013. Si tratta della versione acustica di Ocean Avenue, l'album che ha lanciato la band vendendo più di 2,5 milioni di copie in tutto il mondo, di cui ricorre il decennale dalla pubblicazione. È anche l'ultimo album in studio con il batterista Longineu Parsons III, che lascia la band nel 2014.

## Storia
Con l'esempio di molte altre band (come New Found Glory per Sticks and Stones e Finch per What It Is to Burn) che, in occasione del decennale dalla pubblicazione del loro album più famoso, hanno organizzato un tour celebrativo in cui l'album veniva suonato nella sua interezza, i fan degli Yellowcard nel corso del 2012 hanno cominciato a chiedersi cosa avrebbe preparato la band in occasione del decimo anniversario dall'uscita di Ocean Avenue, e lo stesso frontman del gruppo Ryan Key in alcuni concerti aveva accennato che gli Yellowcard stavano preparando qualcosa di più di un semplice tour. Il 6 dicembre dello stesso anno, con una foto su Tumblr, la band annuncia di essere tornata in studio per preparare qualcosa di speciale, senza però specificare cosa e anzi mantenendo più volte il riserbo in merito. Le registrazioni proseguono per tutta la prima parte del 2013, nelle pause tra un tour e l'altro della band.
Il 3 maggio 2013 la sorpresa viene involontariamente in parte svelata da Amazon, che annuncia la possibilità a breve di preordinare un album intitolato Ocean Avenue Acoustic. La band non può che confermare che si tratta di una versione acustica del noto album, e con un successivo annuncio datato 3 giugno rivela inoltre copertina del disco, data di pubblicazione (13 agosto 2013) e possibilità di preordinarlo, e inoltre una lunga serie di concerti in tutto il mondo dove l'album verrà suonato in versione acustica fra settembre e novembre. Per celebrare la pubblicazione dell'album, il noto sito Absolutepunk.net ha cambiato la sua veste grafica, passando dal classico rosso al giallo.
Dal 23 luglio, preordinando l'album su iTunes, è possibile ottenere l'immediato download di Ocean Avenue, che diventa dunque la prima canzone pubblicata dall'album. Un video per la canzone viene ospitato in anteprima su AbsolutePunk lo stesso giorno. Dal 6 agosto l'album è ascoltabile per intero in anteprima su Pandora negli Stati Uniti e su YouTube nel resto del mondo. Una settimana prima dell'uscita dell'album Band Merch diffonde la notizia che le copie in vinile subiranno un leggero ritardo nella spedizione, a causa di un ritardo nella consegna dei vinili bianchi da parte del produttore. La notizia è tuttavia smentita il giorno successivo dalla Hopeless Records.

### L'annuncio
Nel corso degli ultimi mesi abbiamo ri-immaginato tutte le 13 canzoni in veste acustica. L'album si chiamerà semplicemente Ocean Avenue Acoustic. Alcune delle canzoni hanno preso totalmente una nuova vita, mentre altre sono delle versioni acustiche delle originali. Non vediamo l'ora di farvi ascoltare quello che abbiamo realizzato. Il disco sarà pubblicato in tutto il mondo il 13 agosto tramite Hopeless Records.
Dopo la pubblicazione abbiamo in programma un grande tour. Porteremo l'"Ocean Avenue Acoustic, the Tour" negli Stati Uniti, in Europa ed in Australia. Negli Stati Uniti ed in Australia suoneremo l'intero disco in versione acustica dall'inizio alla fine, per poi concludere il concerto con alcune canzoni in full version dagli altri album. In Europa prenderemo parte al Vans Warped Tour, quindi nei rimanenti concerti suoneremo solo Ocean Avenue Acoustic. Per sentire anche le canzoni degli altri album dovrete venire alla data del Warped Tour più vicina a voi!
Si prefigura un grande anno per noi e voi assieme. Ocean Avenue è qualcosa di cui siamo davvero fieri, quindi abbiamo davvero lavorato con tutte le nostre energie nell'album e nel tour. Grazie per il vostro continuato affetto e supporto, ci vediamo in autunno!»

### Background
Rispondendo ad un'intervista, il cantante della band Ryan Key ha spiegato le ragioni dietro alla scelta di realizzare una versione acustica di Ocean Avenue: oltre ad essere un album speciale (che meritava quindi qualcosa di speciale che andasse al di là di un semplice tour commemorativo), la band aveva pubblicato nel 2011 la versione acustica di When You're Through Thinking, Say Yes (l'album uscito nello stesso anno), la quale era stata accolta particolarmente bene dai fan e dalla critica, e questo ha portato la band a decidere di realizzarne una anche per il suo disco più famoso. A differenza della versione acustica di WYTTSY, tuttavia, in quella di Ocean Avenue sono presenti tutti e cinque i membri della band (nella prima erano esclusi il basso e la batteria) per rendere il disco un'esperienza più completa e corale. Ryan ha poi evidenziato come alcuni dei testi scritti dieci anni prima hanno assunto per lui nel corso del tempo un significato diverso, e dunque ricantarli gli ha permesso di reinterpretarli sotto questa nuova luce.
La maggior parte delle canzoni erano state scritte dieci anni prima direttamente a partire da una chitarra acustica, quindi il processo di creazione di quest'album secondo Key ha richiesto più che una reinvenzione delle canzoni, un riportarle alle loro prime origini; la band ha cercato per lo più di rimanere fedele alla versione originale delle canzoni, aggiungendo qua e là dei tocchi di violino e violoncello che sull'originale si sentivano meno; solo poche canzoni (Twenty Three, Empty Apartment e One Year, Six Months) hanno subito modifiche "sostanziali". Il violinista Sean Mackin ha voluto sottolineare come la band abbia investito molto tempo e molta energia per cercare di svolgere il miglior lavoro possibile e fare in modo che quest'album non apparisse semplicemente come un modo di prendere dei soldi. Ha inoltre aggiunto che col tempo, guardando indietro a quello che si è fatto nel passato, spesso vengono nuove idee e spunti su come una certa canzone sarebbe potuta essere migliore impostando diversamente alcune sue parti, e riregistrando Ocean Avenue Sean ha avuto la possibilità di mettere in atto le modifiche alle quali aveva pensato nel corso degli anni.
Le registrazioni dell'album sono iniziate a Los Angeles, ma durante il processo Alyona Alekhina, la fidanzata di Ryan Key, ha avuto un grave incidente su snowboard a Reno mentre si preparava per le Olimpiadi invernali di Soči, rimanendo paralizzata e dovendo subire degli interventi chirurgici d'urgenza; Key si è subito precipitato a Reno, e nel giro di una settimana il co-produttore Erich Talaba aveva trasferito l'intero equipaggiamento per la registrazione sul posto, installandolo in una camera dell'albergo adiacente al centro medico. Qui si è svolta la parte finale delle registrazioni per l'album.

## Tracce
1. Way Away (Acoustic) – 3:26
2. Breathing (Acoustic) – 3:44
3. Ocean Avenue (Acoustic) – 3:39
4. Empty Apartment (Acoustic) – 3:37
5. Life of a Salesman (Acoustic) – 3:30
6. Only One (Acoustic) – 4:18
7. Miles Apart (Acoustic) – 3:41
8. Twenty Three (Acoustic) – 4:01
9. View from Heaven (feat. Tiffany Villarreal) (Acoustic) – 3:33
10. Inside Out (Acoustic) – 3:41
11. Believe (Acoustic) – 4:31
12. One Year, Six Months (Acoustic) – 3:29
13. Back Home (Acoustic) – 4:14

## Ocean Avenue Acoustic, the Tour
A supporto dell'album e per celebrare l'anniversario, gli Yellowcard hanno avuto la possibilità di portare il tour di Ocean Avenue Acoustic non solo in giro per gli USA, ma anche nel resto del mondo. La prima parte del tour si svolge negli Stati Uniti, con Geoff Rickly dei Thursday a supporto in apertura. La scelta su di Geoff è avvenuta dopo che questi aveva espresso via mail il forte desiderio di accompagnare la band nel tour in allestimento, e vista anche la conoscenza di lunga data tra gli Yellowcard ed i Thursday, il gruppo ha accettato la proposta con entusiasmo, condividendo anche il bus per gli spostamenti fra una città e l'altra. Il tour è stato sponsorizzato da House of Blues (che compiva vent'anni di attività proprio nello stesso periodo), dunque la band ha avuto modo di esibirsi nelle sedi House of Blues delle varie città statunitensi e nei locali affiliati. La tranche americana si è aperta a Philadelphia con due concerti il 4 e 5 settembre, per concludersi il 6 ottobre ad Anaheim. Due settimane dopo gli Yellowcard si sono recati in Australia per 4 concerti con i Toy Boats, un gruppo locale, come opener. Infine, la band ha fatto tappa in Europa dal 7 al 24 novembre; qui ha partecipato all'edizione europea del Vans Warped Tour in tutte le città, suonando poi anche in altri Paesi il set acustico, con i Like Torches ad aprire il concerto. La seconda fase del tour si è aperta il 16 gennaio (fino al 7 febbraio) e vede di nuovo la band negli Stati Uniti, per raggiungere quelle città in cui non aveva suonato nella prima parte; qui gli Yellowcard sono accompagnati da What's Eating Gilbert.
Le seguenti sono le date del tour che porta la band a suonare Ocean Avenue Acoustic in giro per il mondo.
| Data              | Città            | Località                       |
| ----------------- | ---------------- | ------------------------------ |
| Stati Uniti¹      |                  |                                |
| 4 settembre 2013  | Philadelphia     | Theatre of Living Arts         |
| 5 settembre 2013  | Philadelphia     | Theatre of Living Arts         |
| 6 settembre 2013  | Boston           | House of Blues                 |
| 8 settembre 2013  | Wallingford      | The Dome at Oakdale            |
| 9 settembre 2013  | New York         | Irving Plaza                   |
| 10 settembre 2013 | New York         | Irving Plaza                   |
| 12 settembre 2013 | Cincinnati       | Bogart's                       |
| 13 settembre 2013 | Chicago          | Riot Fest                      |
| 14 settembre 2013 | Indianapolis     | Egyptian Room at ONC           |
| 15 settembre 2013 | Detroit          | St. Andrew's Hall              |
| 17 settembre 2013 | Cleveland        | House of Blues                 |
| 18 settembre 2013 | Silver Spring    | The Fillmore                   |
| 20 settembre 2013 | Myrtle Beach     | House of Blues                 |
| 21 settembre 2013 | Charlotte        | The Fillmore                   |
| 22 settembre 2013 | Orlando          | House of Blues                 |
| 24 settembre 2013 | New Orleans      | House of Blues                 |
| 26 settembre 2013 | Houston          | House of Blues                 |
| 27 settembre 2013 | Dallas           | House of Blues                 |
| 29 settembre 2013 | Denver           | The Summit Music Hall          |
| 30 settembre 2013 | Salt Lake City   | The Complex                    |
| 2 ottobre 2013    | San Francisco    | The Fillmore                   |
| 4 ottobre 2013    | San Diego        | House of Blues                 |
| 6 ottobre 2013    | Anaheim          | House of Blues                 |
| Australia²        |                  |                                |
| 25 ottobre 2013   | Brisbane         | The Tivoli                     |
| 26 ottobre 2013   | Sydney           | Enmore Theatre                 |
| 29 ottobre 2013   | Melbourne        | Palace Theatre                 |
| 31 ottobre 2013   | Perth            | Capitol                        |
| Europa³           |                  |                                |
| 7 novembre 2013   | Praga            | Roxy                           |
| 8 novembre 2013   | Colonia          | Kulturkirche                   |
| 9 novembre 2013   | Berlino          | Vans Warped Tour               |
| 10 novembre 2013  | Eindhoven        | Vans Warped Tour               |
| 12 novembre 2013  | Bristol          | Trinity                        |
| 14 novembre 2013  | Manchester       | RNCM Concert Hall              |
| 15 novembre 2013  | Londra           | Union Chapel                   |
| 16 novembre 2013  | Londra           | Vans Warped Tour               |
| 17 novembre 2013  | Londra           | Vans Warped Tour               |
| 19 novembre 2013  | Amsterdam        | Rabozaal                       |
| 21 novembre 2013  | Norimberga       | Hirsch                         |
| 22 novembre 2013  | Faenza           | Teatro Masini                  |
| 23 novembre 2013  | Berna            | Vans Warped Tour               |
| 24 novembre 2013  | Vienna           | Vans Warped Tour               |
| Stati Unitiª      |                  |                                |
| 16 gennaio 2014   | Santa Cruz       | The Catalyst                   |
| 17 gennaio 2014   | Santa Ana        | The Observatory                |
| 18 gennaio 2014   | Mesa             | Nile Theatre                   |
| 19 gennaio 2014   | Las Vegas        | Vinyl Hard Rock Hotel & Casino |
| 21 gennaio 2014   | Colorado Springs | Black Sheep (annullato)        |
| 22 gennaio 2014   | Fort Collins     | Aggie Theatre                  |
| 24 gennaio 2014   | Des Moines       | Wooly's                        |
| 25 gennaio 2014   | Bloomington      | The Castle Theater             |
| 26 gennaio 2014   | Minneapolis      | Varsity Theater                |
| 27 gennaio 2014   | Milwaukee        | The Rave                       |
| 29 gennaio 2014   | Grand Rapids     | The Intersection               |
| 30 gennaio 2014   | Pittsburgh       | Altar Bar                      |
| 31 gennaio 2014   | Sayreville       | Starland Ballroom              |
| 1º febbraio 2014  | Providence       | Lupo's Heartbreak Hotel        |
| 3 febbraio 2014   | New Haven        | Toad's Place                   |
| 4 febbraio 2014   | Allentown        | Maingate                       |
| 6 febbraio 2014   | Charleston       | Music Farm                     |
| 7 febbraio 2014   | Atlanta          | The Masquerade                 |

¹ Con Geoff Rickly.

² Con i Toy Boats.

³ Con i Like Torches, ad eccezione delle date del Warped Tour.

ª Con What's Eating Gilbert.

## Critica
Jason Tate, fondatore di AbsolutePunk, che ha avuto la possibilità di ascoltare l'album in anteprima, ha espresso un giudizio estremamente positivo sull'album, affermando che le canzoni non sono la mera resa acustica di quelle originali, ma sono state spesso ripensate in un modo che le rende quasi nuove, benché sia sempre evidente il rimando a quelle di dieci anni prima. Twenty Three in particolare, secondo il recensore, suona anche meglio di quella elettrica, e un punto di forza del disco è il batterista Longineu Parsons, che è riuscito a "impartire una lezione su come essere ben presenti in un album ma allo stesso tempo essere bravi a contenersi" per non surclassare gli altri strumenti. Buono anche il giudizio di Killyourstereo, che apprezza il fatto che la band abbia deciso di non stravolgere eccessivamente i classici dell'album e mantenere lo stesso tempo degli originali, in quanto grandi cambiamenti avrebbero quasi sicuramente rovinato le canzoni. Empty Apartment in particolare ha trovato i favori del recensore, mostrando un lato più maturo della band e della voce di Ryan. I medesimi concetti sono espressi da Stereoboard (4,5 stelle su 5), che apprezza i piccoli cambiamenti effettuati pur rimanendo fedeli allo schema originale delle canzoni, e da Hitthefloor (8/10), che sottolinea la maturità dimostrata dalla band nella realizzazione di questo lavoro.
Propertyofzack si unisce agli elogi asserendo che la band ha preso il vecchio album che tutti conoscevano trasformandolo in qualcosa di fresco e nuovo che anche le nuove generazioni possono apprezzare come avevano fatto i ragazzi di dieci anni prima. Inoltre apprezza il cantato di Ryan Key, specialmente in Only One e concorda con gli altri critici sul fatto che Empty Apartment e Twenty Three siano le vere gemme dell'album. In una successiva discussione fra i membri dello staff di AbsolutePunk, poi, Drew Beringer evidenzia come non tutte le band siano capaci di compiere un lavoro ben fatto come quello degli Yellowcard nel rendere in versione acustica un album così famoso, facendo il paragone con TAYF10 dei Taking Back Sunday, a suo parere uscito non altrettanto bene; Craig Manning sottolinea il fatto che la band abbia limitato il rischio scegliendo di non stravolgere le canzoni, non essendoci del resto la necessità di farlo, anche se per quanto bene sono riuscite si potrebbe sperare che il gruppo avesse fatto qualche passo in più in una direzione innovativa; Ryan Gardner si sofferma invece sulle differenze di alcune canzoni rispetto alle originali, che permettono di apprezzare lati diversi della canzone, che precedentemente non si erano magari notati; Cody Nelson al contrario dice che pur essendo l'album ben fatto (e con alcune canzoni come Empty Apartment e One Year, Six Months anche leggermente migliori delle originali), ascoltando Ocean Avenue Acoustic il desiderio maggiore che si ha è quello di andare a riscoprire la versione originale.
Il sito Ultimate-Guitar (6,7/10) spende anch'esso parole di elogio per l'album, in particolar modo per il cantato di Ryan, che riesce senza apparenti difficoltà a raggiungere 10 anni dopo le stesse note che raggiungeva in Ocean Avenue e dà quindi un senso di familiarità a chi ascolta l'album anche dove questo cambia leggermente rispetto alla versione originale.
Anche la maggior parte dei fan ha accolto l'album con entusiasmo, evidenziando gli stessi concetti espressi dalla critica e sottolineando a volte come qualcuno si aspettava una versione ancora più acustica dell'album (con solo chitarra e violino, come quella di When You're Through Thinking, Say Yes). La scelta della band è comunque stata approvata perché l'album ha cambiato la vita non solo di una o due persone del gruppo, ma di tutti e cinque, ed era quindi giusto creare un'opera corale per celebrarne l'anniversario.

## Classifiche
L'album nella settimana d'esordio debutta in una buona 53ª posizione nella Billboard 200 (la versione acustica di WYTTSY non era entrata in classifica due anni prima, anche se va detto che aveva ricevuto una promozione molto inferiore). Ottiene anche la settima posizione fra gli album alternativi e l'undicesima fra quelli indipendenti e rock. Inoltre si assesta in 25ª posizione nella classifica britannica degli album indipendenti ed al 4º di quella degli album indipendenti breakers.
| Classifica                         | Posizione |
| ---------------------------------- | --------- |
| Regno Unito (Independent)          | 25        |
| Regno Unito (Independent breakers) | 4         |
| Stati Uniti                        | 53        |
| Stati Uniti (Alternative)          | 7         |
| Stati Uniti (Independent)          | 11        |
| Stati Uniti (Rock)                 | 11        |

## Formazione

### Band
- Ryan Key – voce, chitarra e produzione
- Sean Mackin – violino e voce
- Longineu Parsons III – batteria
- Ryan Mendez – chitarra
- Josh Portman – basso

### Personale aggiuntivo
- Tiffany Villarreal – voce femminile in View from Heaven
- Rodney Wirtz – viola
- Christine Lightner – violoncello
- C.J. Vanston – pianoforte in One Year, Six Months
- Erich Talaba – produzione
- Paul Leavitt – Masterizzazione
- Joshua Stern – Fotografia
- Brian Manley – Artwork e design